# Sainthood
Sainthood — шестой студийный альбом канадской инди-рок группы Tegan and Sara, вышедший 27 октября 2009 года.

## Об альбоме
Sainthood первый альбом появившийся на свет как плод совместной творчества обеих сестер Квин, так как до этого они предпочитали работать порознь — каждая над своими песнями. Тем не менее, ни одна из песен записанных Тиган и Сэрой во время совместного пребывания в Новом Орлеане, когда они и пытались создать что-то вместе, на альбом не вошли, но одна из этих песен дала название альбому. Название альбома также было навеяно творчеством музыканта Леонарда Коэна. 3 песни на альбоме родились в ходе работы Тиган с Hunter Burgan, басистом AFI.
Сама группа описывает альбом следующим образом:

Шестой альбом группы Tegan and Sara — Sainthood (Святость, Праведность) — обращен к человеческой преданности и заблуждениям, тому как мы себя ведем, когда ищем любви и близости. Он вдохновлен душевной жаждой и терзаниями, теми робкими попытками, которые, мы надеемся, будут замечены нашими возлюбленными. Праведность (Sainthood) это одержимость романтикой. В наших отношениях мы стараемся быть идеальными, мы тренируем нашу праведность в надежде на то, что наши старания будут вознаграждены любовью и обожанием. Пытаясь заставить себя стать кем-то для кого-то, мы зачастую становимся мучениками по своей собственной вине. Однако любовь, как и вера, не может появиться лишь по нашему желанию, она не подвластна человеку. Но история великой любви, особенно безответной или ушедшей раньше времени, той — с грустным концом, может сложиться в великое произведение творчества. Так и песни альбома Sainthood связаны воедино простым словом «Праведность», заимствованным из песни Леонарда Коэна «Came So Far For Beauty» « I practiced all my sainthood / I gave to one and all / But the rumors of my virtue / They moved her not at all!» («Я был праведником, я отдал всё ей одной, но слухи о моей добродетели не тронули её нисколько!»)

Альбом был выпущен 26 октября 2009 в Великобритании. Продюсером Sainthood стал Chris Walla (гитарист Death Cab for Cutie), записан альбом был на студии Sound City Studios в Лос-Анджелесе и Two Sticks Audio в Сиэтле летом 2009 года.
20 октября 2009 Tegan and Sara разместили альбом на собственно страничке MySpace для онлайн-прослушивания.
Весь дизайн (как и в предыдущем альбоме) был разработан Emily «Emy» Storey, которая является арт-директором группы.
В интервью Alter The Press! в ноябре 2009, группа рассказала, что вторым синглом с альбома Sainthood будет песня «Alligator».

## Критика
В целом альбом получил положительные рецензии, так портал MetaCritic, который подытоживает оценки, мнения и рецензии авторитетных изданий, поставил альбому 78 из 100.
Альбом стартовал с 21 места рейтинга Billboard 200 с общими продажами 22665 копий в первую неделю.
Их сингл с альбома «Hell» занял 99 место в австралийском рейтинге Triple J Hottest 100 в 2009.

## Список композиций
Слова и музыка всех песен — Tegan Quin и Sara Quin, кроме отмеченных.
| №                   | Название                                       | Длительность |
| ------------------- | ---------------------------------------------- | ------------ |
| 1.                  | «Arrow»                                        | 3:06         |
| 2.                  | «Don't Rush» (T. Quin, S. Quin, Hunter Burgan) | 2:43         |
| 3.                  | «Hell» (T. Quin, S. Quin, Hunter Burgan)       | 3:24         |
| 4.                  | «On Directing»                                 | 2:46         |
| 5.                  | «Red Belt»                                     | 2:11         |
| 6.                  | «The Cure» (T. Quin, S. Quin, Hunter Burgan)   | 3:22         |
| 7.                  | «Northshore»                                   | 2:04         |
| 8.                  | «Night Watch»                                  | 2:33         |
| 9.                  | «Alligator»                                    | 2:42         |
| 10.                 | «Paperback Head»                               | 2:38         |
| 11.                 | «The Ocean»                                    | 3:06         |
| 12.                 | «Sentimental Tune»                             | 3:23         |
| 13.                 | «Someday»                                      | 2:57         |
| Общая длительность: | Общая длительность:                            | 36:55        |

### Бонус треки
| №                   | Название            | Длительность |
| ------------------- | ------------------- | ------------ |
| 14.                 | «Wrists»            | 2:48         |
| 15.                 | «Light Up»          | 2:19         |
| Общая длительность: | Общая длительность: | 42:02        |

| №                   | Название            | Длительность |
| ------------------- | ------------------- | ------------ |
| 16.                 | «It Was Midnight»   | 2:03         |
| Общая длительность: | Общая длительность: | 44:05        |